# Albert Beier
Albert Beier (Amburgo, 28 settembre 1900 – Amburgo, 21 settembre 1972) è stato un calciatore tedesco, di ruolo difensore.